# Florian Heer
Florian Heer (* 1978; heimatberechtigt in Horw) ist ein Schweizer Politiker (Grüne).

## Leben
Florian Heer ist Fachmann Betreuung und arbeitet in der Brühlgut Stiftung in Winterthur. Er ist Vater von drei Kindern und lebt in Winterthur.

## Politik
Florian Heer war von 2019 bis 2020 Mitglied des Stadtparlaments von Winterthur. Er war Mitglied der Sachkommission Soziales und Sicherheit, der er als Präsident vorstand.
2020 konnte Heer für die zurückgetretene Renate Dürr in den Kantonsrat des Kantons Zürich nachrücken. Er war von 2020 bis 2022 Mitglied der Kommission für Justiz und öffentliche Sicherheit. Seit 2022 ist er Mitglied der Kommission für soziale Sicherheit und Gesundheit sowie der Spezialkommission Innovationspark.
Florian Heer ist Vorstandsmitglied der Rudolf Steiner Schule Winterthur und Präsident des Püntenvereins im Vogelsang.